# Дирутенийцирконий
Дирутенийцирконий — бинарное неорганическое соединение
циркония и рутения
с формулой ZrRu2,
кристаллы.

## Получение
- Сплавление стехиометрических количеств чистых веществ:

{\displaystyle {\mathsf {Zr+2Ru\ {\xrightarrow {1825^{o}C}}\ ZrRu_{2}}}}

## Физические свойства
Дирутенийцирконий образует кристаллы
гексагональной сингонии, пространственная группа P 63/mmc, параметры ячейки a = 0,5141÷0,5146 нм, c = 0,8504÷0,8511 нм, Z = 4,
структура типа дицинкмагния MgZn2 (фаза Лавеса)
.
Соединение образуется по перитектической реакции при температуре 1825°C 
(1837°C )